# Notomys cervinus
Notomys cervinus es una especie de roedor de la familia Muridae.

## Distribución geográfica
Se encuentra en Australia, exactamente en el suroeste de Queensland, noroeste de Nueva Gales del Sur, en Australia del Sur y el sur del Territorio del Norte.